# Лаффон, Жозеф Мари
Жозеф Мари Лаффон (фр. Joseph Marie Laffon; 1759—?) — французский военный деятель, полковник (1794 год), участник революционных и наполеоновских войн.

## Биография
Начал военную службу 1 апреля 1777 года в драгунском полку Лангедока. 1 сентября 1784 года стал фурьером, 28 апреля 1788 года – аджюданом.
1 января 1791 года полк сменил название на 6-й конно-егерский. С 1792 по 1794 годы сражался в рядах Северной армии. 22 мая 1792 года был произведён в лейтенанты, 16 августа 1792 года – в капитаны. 18 сентября 1792 года во главе своей роты остановил 12 прусских эскадронов, напавших на военный лагерь Вьель-ля-виль. 3 апреля 1794 года получил звание командира эскадрона, а уже 20 апреля 1794 года – полковника, и возглавил свой 6-й конно-егерский полк. 10 июня 1794 года в бою при Госли уничтожил вражеский пехотный батальон и захватил 7 орудий.  26 июня 1794 года отличился в сражении при Флёрюсе.
24 марта 1799 года во главе эскадрона атаковал неприятеля в лесу Валуа, недалеко от Штокаха, и захватил 650 пленных. 19 июня 1800 года у селения Диллинген атаковал и захватил обоз из 400 повозок, который сопровождал большой пехотный и конный отряд. 22 июня отличился при форсировании Дуная. 27 июня во главе своего полка нанёс первый удар по врагу и сражался с величайшей смелостью.
Вернулся во Францию после кампании в Гельвеции. В 1803 году был определён в Итальянскую армию. Со своим 6-м полком участвовал в кампаниях 1805-07 годов в Калабрии под началом Гувьона-Сен-Сира, Массена и Ренье, которые в своих отчётах упоминали его редкое бесстрашие. 9 мая 1808 года вышел в отставку.

## Награды
Легионер ордена Почётного легиона (11 декабря 1803 года)
 Офицер ордена Почётного легиона (14 июня 1804 года)